# Aulularia
Aulularia, ou A Comédia da panela é uma comédia latina da autoria de Plauto, escrita no período de maturidade deste autor (entre 194 e 191 a.C.), e que inspirou L'Avare (O Avarento) de Molière.

## Sinopse
Euclião, um velho avarento e sovina, esconde uma marmita cheia de ouro em casa, enquanto finge ser pobre. Megadoro é um rico senhor que deseja tomar a filha de Euclião em casamento. Euclião, muito desconfiado ainda, resiste mas acaba por aceitar, desde que Megadoro abra mão do dote que tradicionalmente o pai da noiva deve ofertar ao noivo. Megadoro concorda. Entretanto, acontecem várias peripécias em casa de Euclião, pois Megadoro manda cozinheiros para preparar o festim, mas este escorraça-os de casa com medo que lhe levem a marmita. Então Euclião decide que tem de guardá-la noutro local mais seguro e esconde-a no templo da Boa-Fé. O que este não sabia era que Estrobilo, escravo de Licónides, sobrinho de Megadoro, tinha estado a ouvir as suas divagações e vai daí, entra no templo para roubá-la a fim de conseguir comprar a sua liberdade. Euclião encontra-o e dá-lhe uma sova. 
Como este local já estava descoberto decide guardá-la no bosque de Silvano, porém Estrobilo, que tinha escutado o monólogo de Euclião (é recorrente na comédia latina que os personagens falem sozinhos, uma maneira de mostrar as motivações à plateia que não dispõe de um narrador fixo) adianta-se e chega ao bosque primeiro, aguardando para saber onde o velho iria esconder a marmita. Quando o velho vai embora, Estrobilo rejubila-se de alegria pois com o ouro da marmita poderá comprar sua liberdade.
Entretanto, Liconides, sobrinho de Megadoro violara muito antes a filha de Euclião, Fedra, que oculta do pai e do noivo o fato de que está prestes a dar à luz) decide revelar o seu segredo e pedir Fedra em casamento. Vai falar com o velho, mas as conversas entrecruzam-se e confundem-se, pois o velho pensa que ele tem a sua marmita quando na verdade o rapaz está a falar de Fedra. Ou seja, Liconides confessa o crime de ter violado a filha de Euclião mas o mesmo entende que a confissão trata de sua marmita.